# Linepithema gallardoi
Linepithema gallardoi is een mierensoort uit de onderfamilie van de Dolichoderinae. De wetenschappelijke naam van de soort is voor het eerst geldig gepubliceerd in 1914 door Brèthes.